# Salpingotulus michaelis
Il gerboa pigmeo del Baluchistan (Salpingotulus michaelis  Fitzgibbon, 1966) è un roditore della famiglia dei Dipodidi, unica specie del genere Salpingotulus (Pavlinov, 1980), endemico del Pakistan.

## Descrizione

### Dimensioni
Roditore di piccole dimensioni, con la lunghezza della testa e del corpo tra 36 e 47 mm, la lunghezza della coda tra 72 e 94 mm, la lunghezza del piede tra 18 e 19 mm.

### Caratteristiche craniche e dentarie
Il cranio ha un aspetto dorsale a forma di cuore e presenta un rostro molto corto e sottile, le bolle timpaniche notevolmente rigonfie e le arcate zigomatiche sottili, nella cui parte ventrale è presente un lungo e sottile processo osseo. La mandibola è poco sviluppata, presenta un processo coronoide ridotto ed è perforata nel processo angolare. Gli incisivi sono lunghi, sottili ed opistodonti, ovvero con le punte rivolte verso la parte interna della bocca, i molari presentano cuspidi ben sviluppate, il premolare superiore e gli ultimi molari sono ridotti.
Sono caratterizzati dalla seguente formula dentaria:

### Aspetto
L'aspetto è quello di un piccolo topo con una testa enorme, adattato ad un'andatura saltatoria. La pelliccia è soffice e setosa, le parti dorsali sono rosate con la base dei peli grigia mentre le parti inferiori sono bianche. Il muso è corto, gli occhi sono grandi. Le orecchie sono ridotte. Le zampe anteriori hanno quattro dita ciascuna. I piedi sono notevolmente allungati, i tre metatarsi sono separati tra loro e terminano con tre dita, con il dito centrale più lungo. Sui bordi esterni delle due dita più esterne è presente una frangia di lunghi peli, mentre sulla loro superficie inferiore è presente un ciuffo di peli ricurvi argentati. La coda è circa due volte più lunga della testa e del corpo, è ricoperta di corti peli biancastri e termina con un ciuffo di peli più lunghi con la punta brunastra. Le femmine hanno tre paia di mammelle. 

## Biologia

### Comportamento
È una specie terricola e notturna, con un'andatura costituita da piccoli e rapidi salti. Si rifugia all'interno di complessi di tane costruite nel terreno. Non entra in ibernazione nei periodi più freddi, sebbene raggiunga uno stato di torpore durante il giorno a basse temperature. È parzialmente gregaria e possono dormire insieme in gruppi fino a sei individui adulti. 

### Alimentazione
Si nutre di semi d'erba, steli e altre parti vegetali.

### Riproduzione
Probabilmente sono presenti due stagioni riproduttive, la prima alla fine di giugno, la seconda ad agosto, appena la prima nidiata viene svezzata. Danno alla luce 2-4 piccoli alla volta.

## Distribuzione e habitat
Questa specie è conosciuta soltanto nella provincia pakistana sud-occidentale del Belucistan e probabilmente nelle zone adiacenti dell'Afghanistan.
Vive nelle dune sabbiose, distese ghiaiose e sabbiose in deserti caldi tra 1.000 e 1.600 metri di altitudine.

## Conservazione
La IUCN Red List, considerate le continue incertezze circa l'estensione del suo areale, la storia naturale, le minacce e lo stato di conservazione, classifica S. michaelis come specie con dati insufficienti (DD).